# Remigijus Merkelys
Remigijus Merkelys (* 5. August 1964 in Vilnius) ist ein litauischer Komponist.

## Leben
Merkelys studierte am Litauischen Staatskonservatorium und erhielt Diplome in den Fächern Chorleitung (1989) und Komposition (1991 bei Julius Juzeliūnas). 1992 besuchte er
Kompositionskurse von George Crumb am Mozarteum in Salzburg. 1989 gründete er den Kammerchor Jauna Muzika, den er bis 1992 leitete. 1991 war er Preisträger des Barlow Endowment of Music Composition und erhielt einen Kompositionsauftrag für die Missa L’homme armé.
1992 initiierte er das Festival für Neue Musik Jauna Muzika, das in Vilnius stattfindet. Von 1993 bis 1998 leitete er die Musikabteilung des Litauischen Rundfunks. 1998 gründete er einen Klassikkanal, den er bis zur Schließung 2001 leitete. Beim Kompositionswettbewerb zum 125. Geburtstag von Mikalojus Konstantinas Čiurlionis gewann er mit dem Stück MiKonst für Klavier und Streichquartett den ersten Preis, der
vom litauischen Kultusministerium, dem litauischen Komponistenverband und der litauisch-amerikanischen Kunstgesellschaft vergeben wurde. Von 2003 bis 2009 war Merkelys Vorsitzender des litauischen Komponistenverbandes.

## Werke
- Echosonata, 1988
- Iter Balticum für Chor, 1990
- Liber... für Chor, 1991
- Missa l'homme armé für Chor, 1991
- IMPulse, 1996
- Gemma, 1999
- Axis Tension
- TroPia
- Politophonia
- MiKonst für Klavier und Streichquartett, 2000
- Seventh Heaven für zwei Klaviere und Orchester
- Compass